# Aleksandro Petrovic
Aleksandro Petrovic (* 16. März 1988 in Teslić, Jugoslawien) ist ein ehemaliger deutscher Fußballspieler.

## Karriere

### Verein
Petrovic kam während der Jugoslawienkriege 1991 nach Giesing, einem Stadtteil von München, wo seine Großmutter lebte. Mit acht Jahren begann er mit dem Fußballspielen beim SV Stadtwerke München, wo er bis 1996 blieb. Bis 2006 spielte er anschließend bei den Nachwuchsspielern des FC Bayern München. Mit seinem ersten Profivertrag ging er anschließend zwei Saisons lang in seine alte Heimat zum FK Zemun in der 1. serbischen Prva Liga. Petrovic kam anschließend zur Saison 2008/09 zur SG Dynamo Dresden, wo er in den folgenden zwei Jahren in der 3. Liga 30 Spiele absolvierte und zwei Tore schoss.
Seit dem 14. März 2011 steht der Mittelfeldspieler, nach einer einjährigen Pause, im Aufgebot des Regionalligisten TSV Buchbach. Mittlerweile ist er dort absoluter Stamm- und Führungsspieler. Am 7. April 2014 verlängerte der damals 26-jährige seinen Vertrag in Buchbach um drei Jahre. Bereits 2016 band er sich erneut für vier Jahre an den Verein bis 2020. Der deutsche Rekord-Regionalligaspieler absolvierte am 12. August 2022 sein 300. Spiel. Im Januar 2023 wurde Petrovic spielender Co-Trainer, nach der Entlassung von Cheftrainer Alex Käs im September 2023 wurde Petrovic Cheftrainer und beendete gleichzeitig seine Spielerkarriere.

### Nationalmannschaft
Am 28. Februar 2005 debütierte Petrovic im Trikot der deutschen U-17-Nationalmannschaft. In der Partie gegen die Ukraine schoss er den 2:1-Siegtreffer in der 72. Minute.